# Bundesbetreuungsstelle für Asylwerber
Die Bundesbetreuungsstellen für Asylwerber in Österreich dienen der Betreuung und Grundversorgung von Asylbewerbern und anderen hilfsbedürftigen Fremden.

## Rechtlicher Rahmen
Rechtsgrundlagen sind
- die Asylaufnahmerichtlinie RL 2003/9/EG
- das Grundversorgungsgesetz – Bund 2005 (BGBl. Nr. I 100/2005 idF BGBl. I Nr. 122/2009)
- die Grundversorgungsvereinbarung (GVV) zwischen dem Bund und den Bundesländern gem. Art. 15a B-VG (BGBl. Nr. I 80/2004)
- entsprechende Landesgesetze

## Entwicklung, Struktur und Betrieb
Die Betreuungsstellen des Bundes  werden seit 2003 unter Aufsicht des Innenministeriums von privaten Betreibern unterhalten, bis 2011 von European Homecare und seit 2012 von der Schweizer ORS Service.
Das Lager Traiskirchen und das in Thalham (St. Georgen im Attergau) waren nebst ihrer Funktion als Bundesbetreuungsstelle bis 2015 auch Erstaufnahmestellen (EAST) für Asylwerber (EAST Ost und West). Zudem gab es mit den Bundesbetreuungsstellen Nord in Bad Kreuzen, Süd in Reichenau an der Rax sowie Mitte in Wien drei weitere Einrichtungen.
Die Erstaufnahmestellen dienten während der Wartezeit der Durchführung des Zulassungsverfahrens zum Asylverfahren als Quartiere. Von dort wurden zum Verfahren zugelassene Asylwerber zur Grundversorgung in rund 700 verschiedenen Einrichtungen in den Bundesländern untergebracht, die in Aufgabe der Länder (als Bund-Länder-Vereinbarung) auch meist auf vertraglicher Basis mit NGOs geführt werden. Seit der Flüchtlingskrise in Europa 2015 wurden Verteilerquartiere in den Bundesländern geschaffen, die die überfüllten Erstaufnahmezentren entlasten sollten.  Aufgrund des Fremdenrechtsänderungsgesetz 2015 (BGBl. I Nr. 70/2015) müssen Asylantragsteller nicht mehr zwingend in die Erstaufnahmezentren gebracht werden, die Erstabklärung kann auch vor Ort in den einzelnen Bundesländern erfolgen.
Diese Verteilerquartiere werden ebenfalls von der ORS betreut.
Mitte August 2015 erklärte das Bundesministerium des Innern, dass „bei der Suche nach Quartieren für Menschen auf der Flucht die Lösungskompetenz unseres Föderalstaates an seine Grenzen stößt“ und rief alle gesellschaftlichen Kräfte zur Hilfe bei der Suche nach Quartieren für die Flüchtlinge auf.
Ausserdem gibt es noch eine Erstaufnahmestelle Flughafen am Flughafen Wien-Schwechat, diese wurde direkt vom Bundesamt für Fremdenwesen und Asyl, später durch die Caritas und seit Jänner 2017 wie inzwischen alle anderen Bundeseinrichtungen durch ORS betrieben.
Aufgrund des strengen Winters wurde im Februar 2018 bis auf Widerruf auch obdachlosen Personen eine Unterbringung in den Betreuungsstellen ermöglicht, falls die üblichen Notschlafstellen belegt sein sollten.

## Bundesbetreuungsstellen
Es bestehen derzeit (Stand Februar 2018) 28 Bundesbetreuungsstellen:
Sieben Verteilerquartiere:
- Verteilerquartier Kärnten, Ossiach
- Verteilerquartier Niederösterreich, Traiskirchen
- Verteilerquartier Oberösterreich, Bad Kreuzen
- Verteilerquartier Salzburg, Bergheim
- Verteilerquartier Steiermark, Graz
- Verteilerquartier Tirol/Vorarlberg, Innsbruck
- Verteilerquartier Wien/Burgenland, Wien

Fünfzehn Betreuungsstellen:
- Betreuungsstelle Althofen, Althofen
- Betreuungsstelle Bergheim, Bergheim
- Betreuungsstelle Klingenbach, Klingenbach
- Betreuungsstelle Korneuburg, Korneuburg
- Betreuungsstelle Leoben, Leoben
- Betreuungsstelle Linz, Linz
- Betreuungsstelle Mondsee, Mondsee
- Betreuungsstelle Ost, Traiskirchen
- Betreuungsstelle Salzburg Kobenzl, Salzburg
- Betreuungsstelle Salzkammergut, Ohlsdorf
- Betreuungsstelle SOT, Flughafen Wien-Schwechat
- Betreuungsstelle Steiermark, Steinhaus am Semmering
- Betreuungsstelle Steyregg, Steyregg
- Betreuungsstelle Tirol, Fieberbrunn
- Betreuungsstelle Villach, Villach
- Betreuungsstelle West, St. Georgen im Attergau

Fünf Sonderbetreuungsstellen:
- Sonderbetreuungsstelle Finkenstein, Ledenitzen
- Sonderbetreuungsstelle Graz-Andritz, Graz
- Sonderbetreuungsstelle Niederösterreich, Mödling
- Sonderbetreuungsstelle Oberösterreich, Gallspach
- Sonderbetreuungsstelle Süd, Reichenau an der Rax

Sowie:
- Erstaufnahmestelle Flughafen, Schwechat

Zudem wird im Zuge eines Asylkooperationsabkommen zwischen Österreich und der Slowakei eine Betreuungsstelle in Gabčíkovo durch ORS betrieben, in der bis zu 500 für Asylwerber betreut werden können, bis die österreichischen Behörden die Asylverfahren abgeschlossen haben.